# Euphorbia caducifolia
Euphorbia caducifolia är en törelväxtart som beskrevs av Henry Haselfoot Haines. Euphorbia caducifolia ingår i släktet törlar, och familjen törelväxter. Inga underarter finns listade i Catalogue of Life.

## Bildgalleri

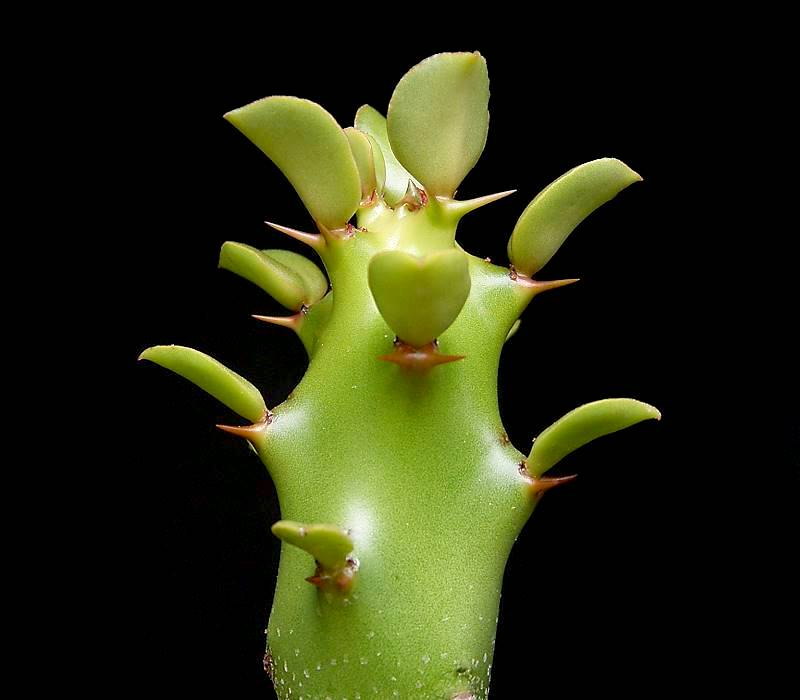
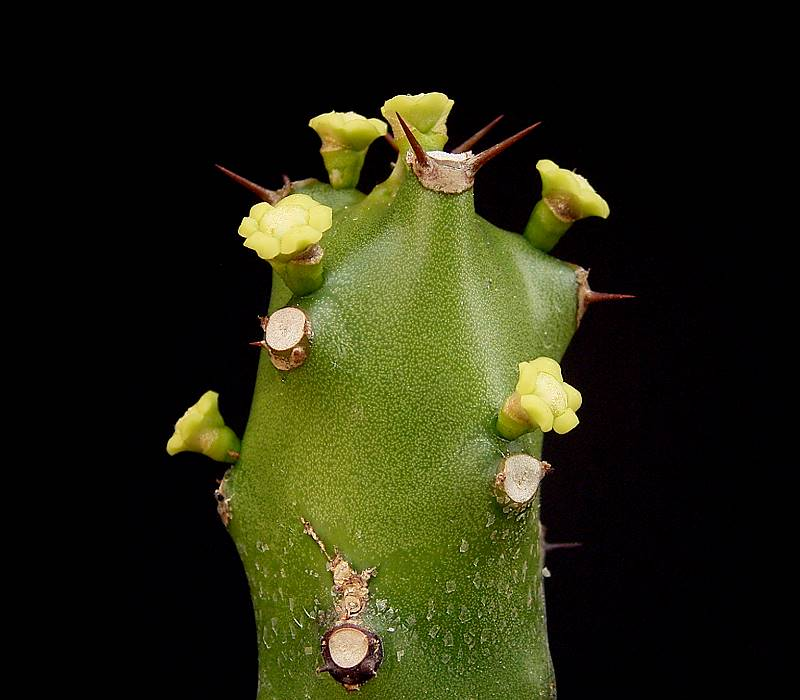
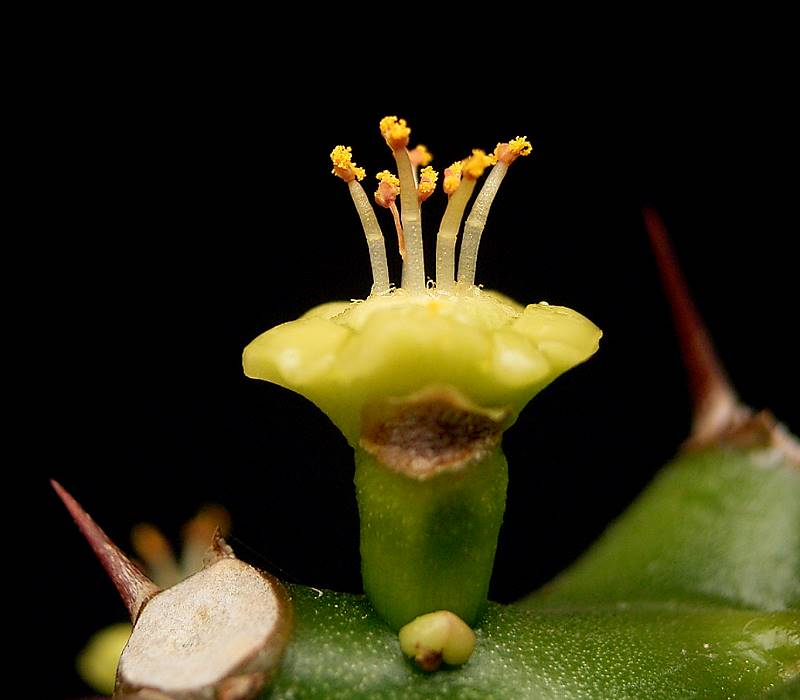
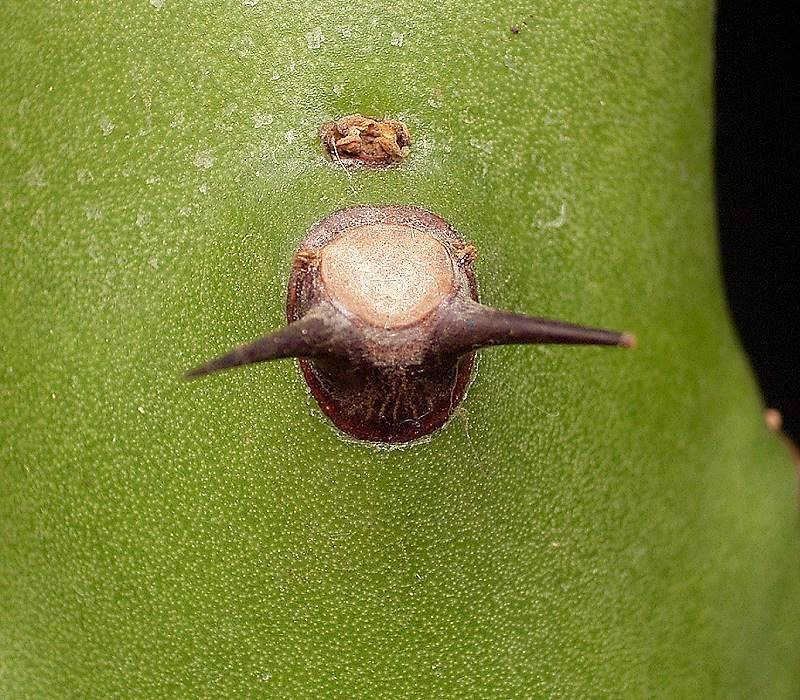
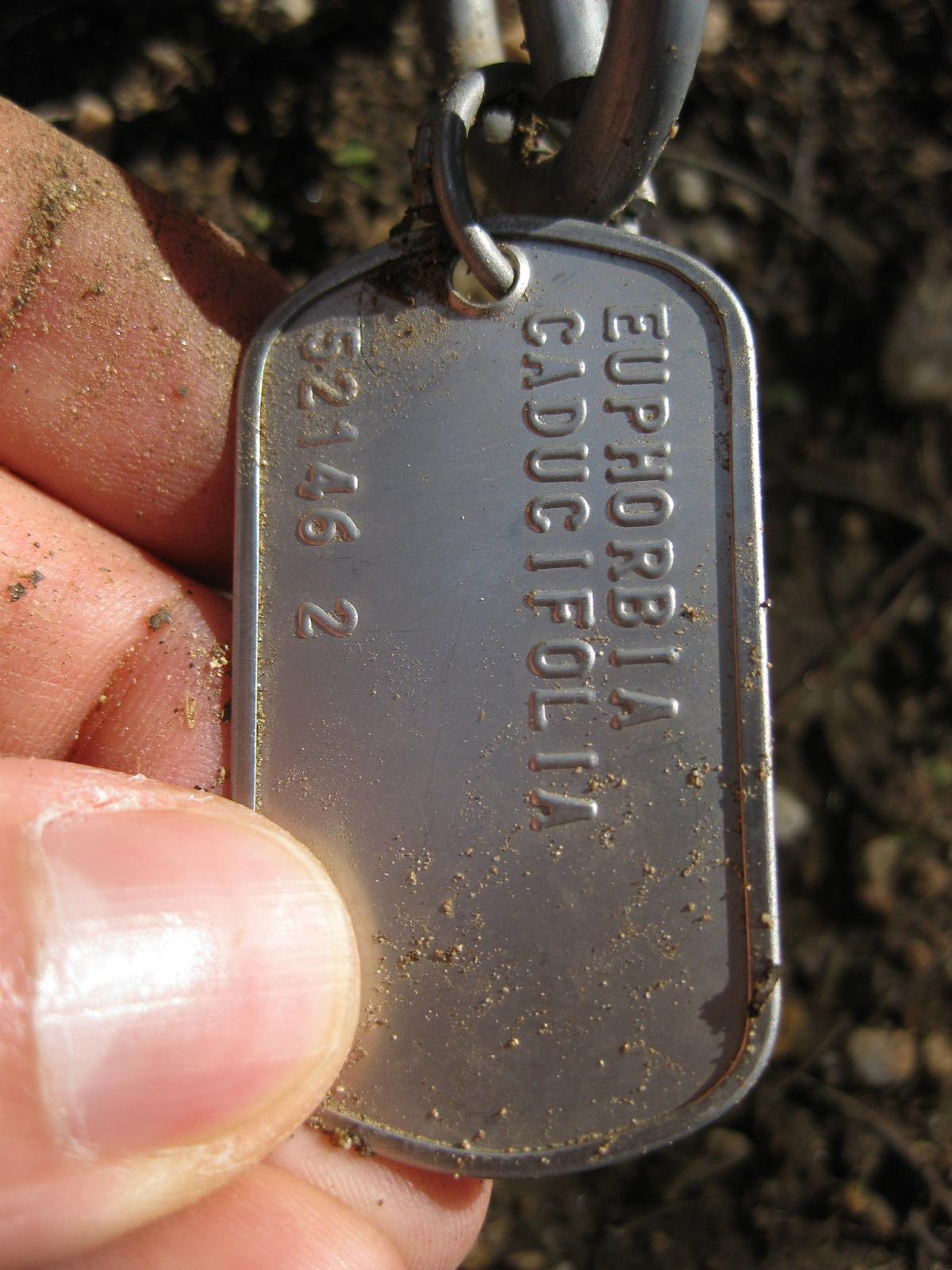
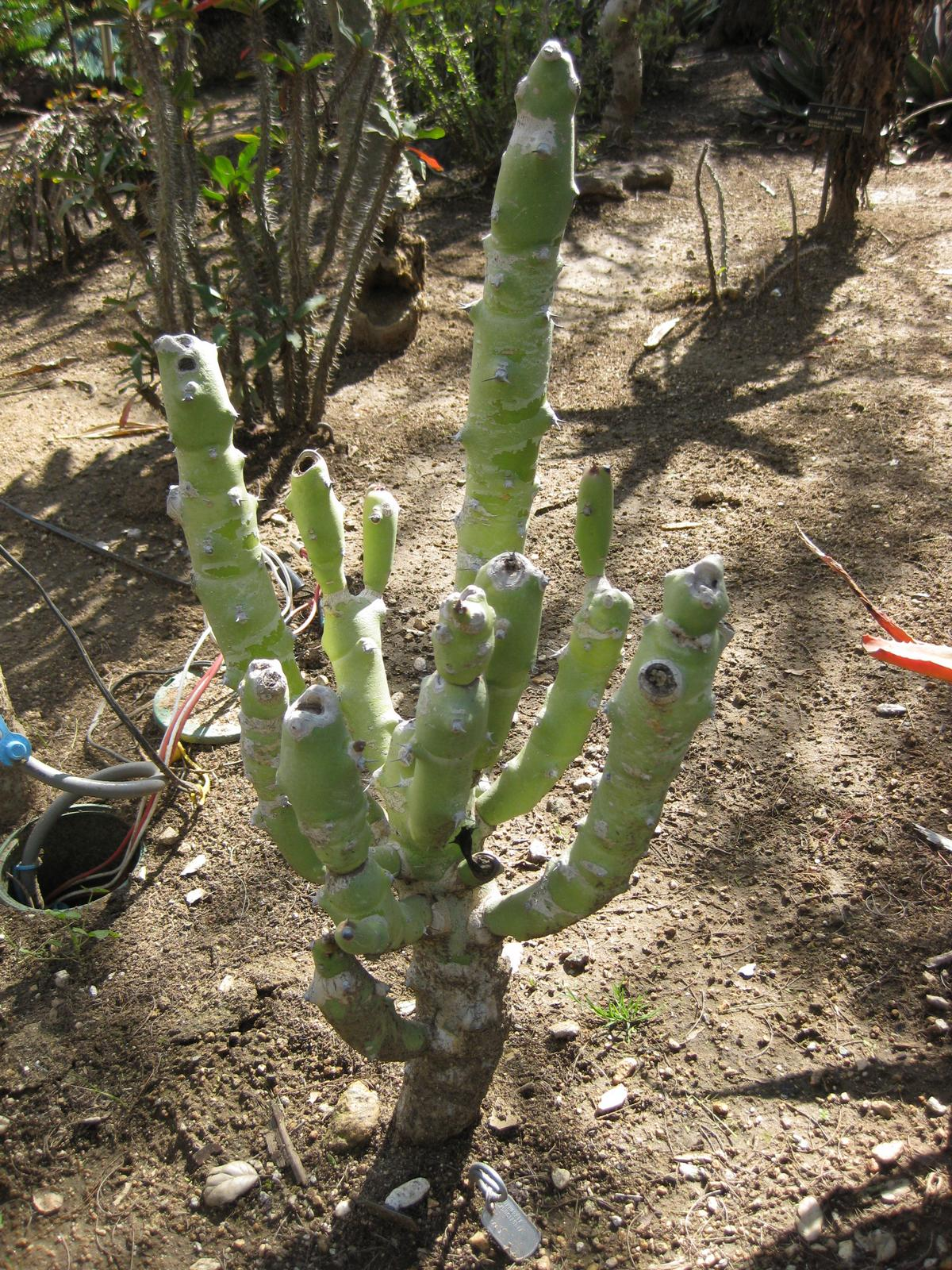